# Narva-Jõesuu
Narva-Jõesuu (německy Hungerburg) je lázeňské město na severovýchodě Estonska. Patří ke kraji Ida-Virumaa jako samostatná samosprávná jednotka.

## Správní dělení
Statutární město Narva-Jõesuu (jedna ze 79 samosprávných estonských obcí) sestává kromě samotného města z řady dalších sídel. Jedná se o městečka Sinimäe, Olgina a vesnice Arumäe, Auvere, Hiiemetsa, Hundinurga, Laagna, Kudruküla, Meriküla, Mustanina, Peeterristi, Perjatsi, Pimestiku, Puhkova, Sirgala, Soldina, Sõtke, Tõrvajõe, Udria, Vaivara, Viivikonna, Vodava. Rozloha statutárního města je 404,7 km², v roce 2020 mělo 4 559 obyvatel.